# Sport Club Ouricuri
O Sport Club Ouricuri (também grafado Esporte Clube Ouricuri) é um clube brasileiro de futebol, da cidade de Atalaia, no estado de Alagoas. Suas cores são vermelho e preto. Foi considerado o primeiro clube profissional da cidade de Atalaia.

## História
O clube foi fundado em 13 de março de 1952 por operários que trabalhavam na Usina Ouricuri, usina canavieira que foi de suma importância para à história  do município, e foi usado para dar o nome da agremiação. As únicas competições profissionais que o clube participou foi: Campeonato Alagoano de 1959 e o de 1960. Há época, à cidade originária do clube, Atalaia, não continha com um estádio próprio e com isso o clube mandou todos seus jogos em Maceió, variando entre os estádios Severiano Gomes Filho, que pertencia ao CRB e o Mutange do CSA.
Nesse curto período de profissionalização, o clube já teve importantes resultados frente às maiores equipes do estado: CSA e CRB. A primeira equipe da capital em que o Ouricuri consegui derrotar foi o CSA, vencendo o mesmo por 2x1. E o outro triunfo ocorreu no ano seguinte, em 1960, com triunfo sobre o CRB por 2x0.
O histórico do Ouricuri no Campeoanto Alagoano é importante, já que no seu primeiro ano de profissional conseguiu ficar na terceira colocação do primeiro turno do Alagoano de 1959, ficando até à frente do CRB. E em 1960 ficou na quarta colocação dentre seis equipes participantes. Após isso, a equipe deixou a prática profissional, disputando apenas torneios amadores do munícipo.

## Títulos

### Estaduais
- Torneio Início: 2 vezes (1959 e 1960)[2]